# 懷茨維爾 (肯塔基州)
懷茨維爾（英語：Whitesville）是一個位於美國肯塔基州戴維斯縣的城市。

## 地方資料
根據2020年美國人口普查的數據，懷茨維爾的面積為1.12平方千米，當中陸地面積為1.12平方千米，而水域面積為0.00平方千米。當地共有人口580人，而人口密度為每平方千米517.86人。